# CZW World Heavyweight Championship

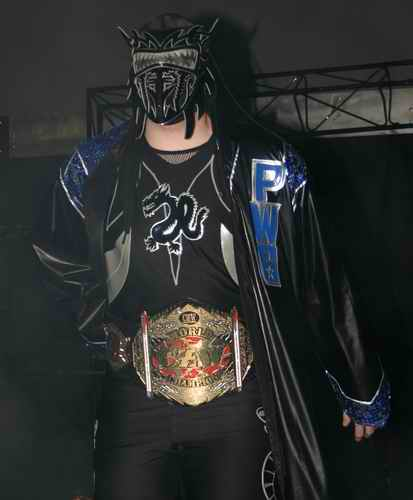
Il campione Super Dragon indossa la cintura dal 10 dicembre 2005 all’11 febbraio 2006

Il CZW World Heavyweight Championship è il titolo principale della Combat Zone Wrestling (CZW), federazione statunitense di wrestling.
Fu creato nel 1999 e presentato nel secondo show della CZW, The Staple Gun; nell'occasione fu vinto da Nick Gage.
L'aggettivo "world" nel nome del titolo è riferito al fatto che la cintura è stata difesa (ed è passata di mano) anche fuori dagli Stati Uniti, ovvero in Messico, Regno Unito, Irlanda, Italia e Giappone. Tuttavia Pro Wrestling Illustrated non ha ancora riconosciuto lo status di "World Championship" al titolo.
Il titolo è stato detenuto da trentacinque lottatori, per un totale di cinquantasei regni.

## Campione attuale
| Titolo                             | Campione  | Data          | Luogo                    |
| ---------------------------------- | --------- | ------------- | ------------------------ |
| CZW World Heavyweight Championship | Eran Ashe | 5 maggio 2024 | Havre de Grace, Maryland |